# Вусач-стенокор стрункий
Вузькотіл південний (лат. Stenocorus meridianus (Linnaeus, 1758)) — вид жуків з родини Скрипунових.

## Поширення
Хорологічно S. meridianus належить до європейської групи видів Європейського зоогеографічного комплексу, поширений по всій Європі, західній частині Росії та зрідка на Кавказі. 
Вузькотіл південний широко розповсюджений по усій Україні окрім півдня, де трапляється дуже спорадично по байракових лісах, а також внутрішніх регіонів Карпат.

## Екологія
S. meridianus звичайний для дубових, дубово-грабових, буково-грабових лісів. В межах Івано-Франківська виліт імаго спостерігається в кінці травня і найбільшої чисельності досягає в середині-кінці червня. Комахи трапляються на квітах свидини (Swida alba L.) на узліссях.

## Морфологія

### Імаго
Вид середніх розмірів з довжиною тіла 15-27 мм. Тіло чорне, зі світлими – буро-жовтими надкрилами, які іноді із затемненими вершиною та швом, або цілком темні, вкриті дрібними стоячими волосками. У самців черевце часто червонуватого або рудого забарвлення. Ноги більш-менш рудого або червоного забарвлення іноді темні. 

### Личинка
Личинка велика до 34 мм завдовжки з добре розвиненими грудними ногами. 9-й терґіт черевця на вершині витягнений в склеротизований шип.

## Життєвий цикл
Личинки розвиваються в деревині дуба, граба, клена (Acer platanoides L.), в’яза та деяких інших листяних порід. S. meridianus заселяють мертві корені та прикореневі частини стовбурів дерев. Плодючість становить 240-300 яєць на одну самку. Життєвий цикл триває 2-3 роки.